# Penthorum sedoides
Penthorum sedoides är en tvåhjärtbladig växtart som beskrevs av Carl von Linné. Penthorum sedoides ingår i släktet Penthorum och familjen Penthoraceae. Inga underarter finns listade i Catalogue of Life.